# Eugène-Emmanuel Lemercier
Pour les articles homonymes, voir Lemercier.
Eugène-Emmanuel Lemercier (né le 7 novembre 1886 à Paris et porté disparu le 6 avril 1915 aux Éparges dans la Meuse) est un militaire français de la Première Guerre mondiale auteur de Lettres d’un soldat, œuvre considérée comme un des grands témoignages sur cette guerre.
Orphelin de père, il est élevé par sa mère et sa grand-mère Harriet Osborne O'Hagan, qui enseignaient le dessin et la peinture. Il entre à quinze ans à l'académie des Beaux-Arts et est reçu au Salon deux ans plus tard pour un portrait de sa mère. En 1914, il est mobilisé au 106e RI (comme Maurice Genevoix) et arrive aux Éparges en septembre 1914. Le sergent Lemercier est au front dans ce secteur jusqu'en avril 1915, date à laquelle il disparaît dans un combat. Son corps ne fut jamais retrouvé.
Les lettres qu'il a écrites à sa mère et à sa grand-mère ainsi que ses carnets du front ont été publiés pour la première fois en 1916, sans nom d'auteur (à la Librairie Chapelot), avec une préface d'André Chevrillon ; le livre a été publié à l'étranger dès l'année suivante en anglais, avec un grand succès ; puis, en 1924, la mère d'Eugène-Emmanuel Lemercier a fait publier à ses frais deux éditions augmentées, comportant le nom de l'auteur (éd. Berger-Levrault). 
Dans son ouvrage Témoins, Jean Norton Cru qualifie de « véritable trésor » et de « chef-d'œuvre » ce témoignage de combattant, et il attribue à cette œuvre une valeur la faisant figurer dans la catégorie n° I, c'est-à-dire celle qualifiée d'excellente par Norton Cru.
On pense qu'Eugène-Emmanuel Lemercier est le sujet du poème de Wallace Stevens intitulé The Death of a Soldier (en),.

## Œuvres dans les collections françaises
Le musée Gallé-Juillet à Creil conserve 26 peintures et une quinzaine de dessins réalisés par Eugène-Emmanuel Lemercier. De plus, il conserve deux peintures de Marguerite Lemercier, mère de l'artiste.

## Sources
- Fiche du sergent Lemercier sur le site Mémoire des Hommes